# 札幌オートサロン
札幌オートサロン（さっぽろオートサロン）は、2000年から2007年まで北海道札幌市で行われていた、チューニングカー、カスタムカーを主体としたイベントである。

## 概要
- 札幌オートサロンは、北日本最大級のカスタムカー・イベントとして、2000年4月29日と4月30日の2日間、札幌市白石区のアクセスサッポロにて第1回が開催された。以来5年間、毎年4月下旬に開催されていたが、2005年からは会場を札幌市東区の「つどーむ」に変更。毎年5月に開催時期を繰り下げた。
- その名の通り『東京オートサロン』の北海道版としてスタートしたが、大手企業のみならず、道内の企業も多数参加するなど、地元色が強いイベントであった。
- 会場内の特設ステージでは、人気アイドルから音楽アーティスト、お笑い芸人に至るまで、様々なステージショーが行われていた。特にオートサロンのイメージガール『A-class』や、SUPER GTイメージガールは必ずこのステージで歌を披露していた。
  - このオートサロン出演後に人気者となったアイドルが多く、2002年には若槻千夏、2005年には渋谷千賀[1]、愛川ゆず季、相澤仁美、2006年には木口亜矢、2007年には志摩夕里加、佐藤里香、鈴木礼央奈などが出演していた。また、伊織（2002年・2005年）や丹野友美（2004年・2007年）のように2回出演したアイドルもいる。
- 2003年から2006年までは『走る!オートサロン』として白老カーランド（2004年のみ十勝スピードウェイ）にて出展車両の走行会が開催翌日の月曜日に行われていた。
- 2008年も開催を予定していたが、諸般の事情から開催中止が同年4月30日に発表され[2]札幌オートサロンは8年間の歴史に幕を閉じた。この翌年の2009年には十勝24時間レースが開催中止を発表したため、道内における大規模な自動車系イベントは休止状態にあったが、2011年より毎年7月中旬に『札幌カスタムカーショー[3]』が行われている他、2012年2月17日 - 19日に札幌ドームで『札幌モーターショー』が開催され、多くのモーターファンを賑わせた。

## 沿革・出来事

### アクセスサッポロ時代
第1回（2000年4月29日・30日）
第2回（2001年4月28日・29日）

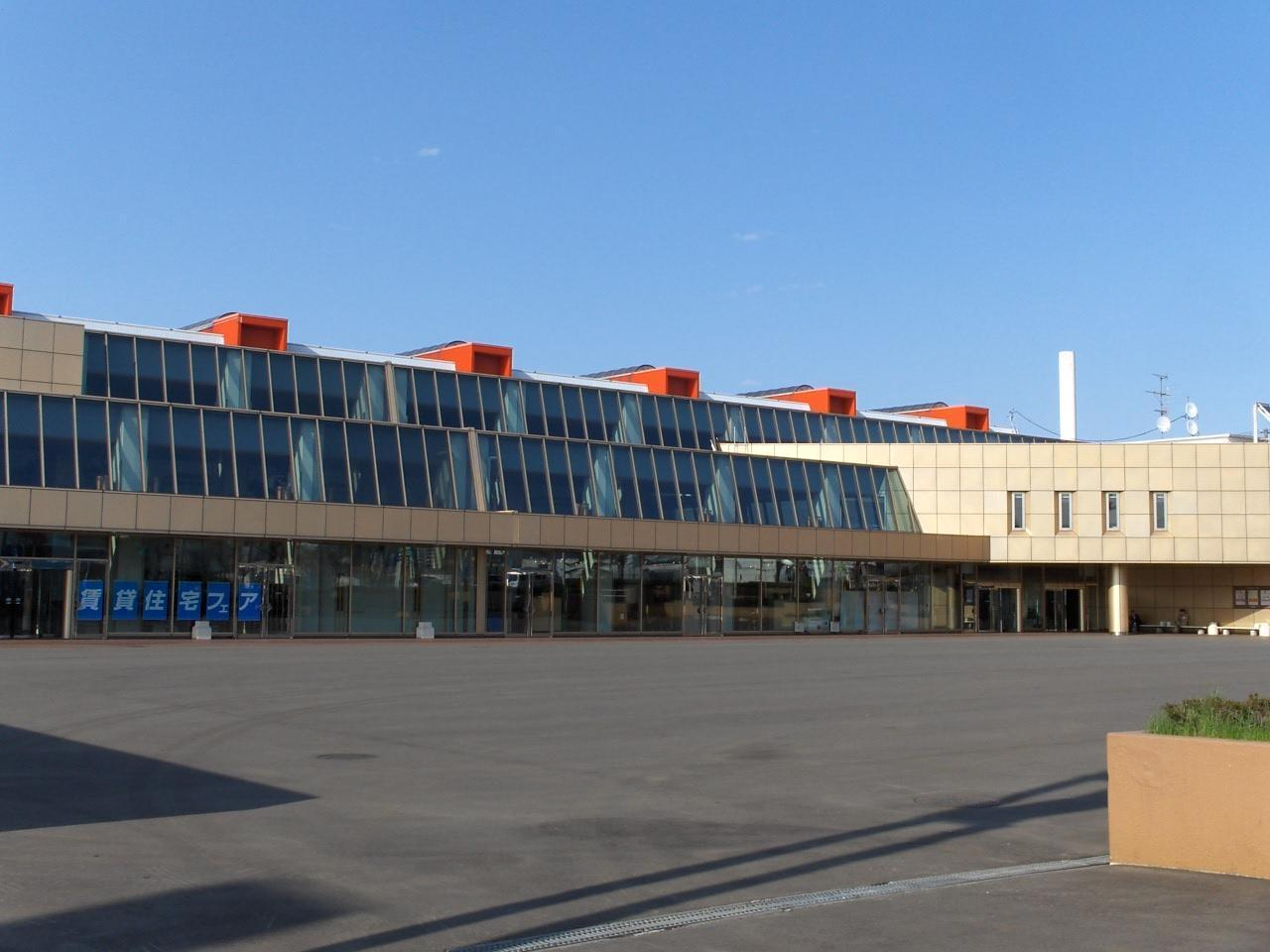
2000年から2004年までの会場だった札幌流通総合会館（アクセスサッポロ）

- DUNLOPのキャンペーンガール「デジっ娘」（DIGICCO）が初登場。以降ステージショーの常連となる。

第3回（2002年4月27日・28日）
- この年のGT選手権イメージガール「wi☆th」が28日に出演した。
- この年から2004年まで開催日がGOLDENマーケット（つどーむにて開催）と重なった。

第4回（2003年4月26日・27日）
- この年からイメージガール『A-class』が登場。
- 2001年に「PASSION」のメンバーとして出演した石川加奈子が2度目の出演。
- この年は当時のGT選手権イメージガール「tiara(ティアラ)」をはじめとするスタイルコーポレーション所属者が多数出演した。

第5回（2004年4月24日・25日）
- 篠崎ゆきがステージMCを担当（翌年も）。
- この年のA-classメンバーだった大石里沙が誕生日をステージ上で祝った。
- この年はGT選手権公認CDの発売が5月中旬だったせいか、GTイメージガールの出演はなかった。

### つどーむ時代
第6回（2005年5月14日・15日）

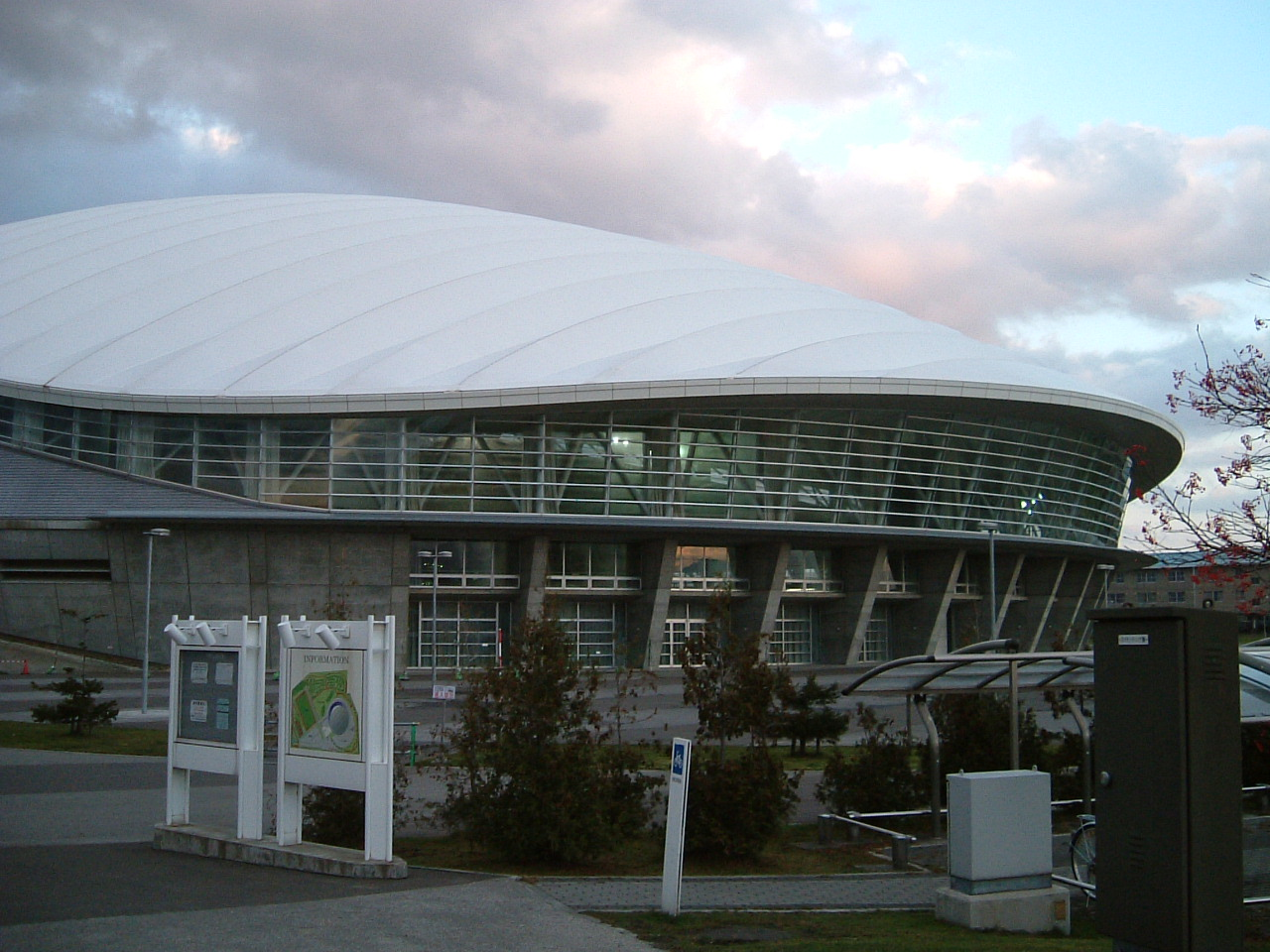
2005年から2007年までの会場だった札幌コミュニティドーム（つどーむ）

- この年からオートサロンのロゴが現在のものへと変更。
- 「wi☆th」のメンバーだった伊織が、『A-class』として2度目の出演。HINOIチームがデビュー曲「IKE IKE」を熱唱した。
- 2年後にA-classメンバーとなる渡部由起子がALPINEブースでモデルをしていた。

第7回（2006年5月27日・28日）

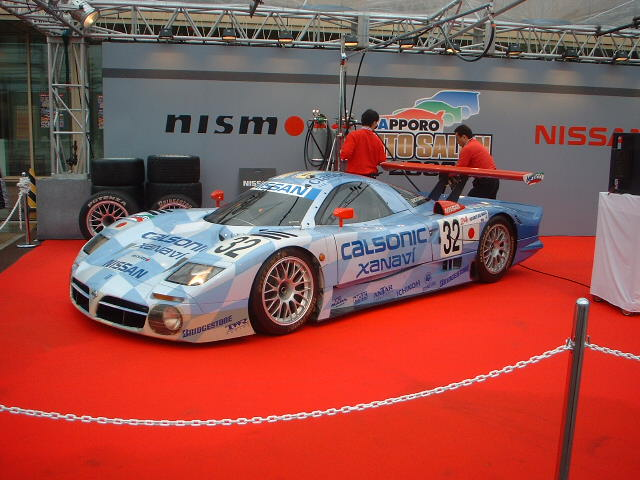
日産・R390

- この年のA-classメンバーだった内田さやかが急病で出演をキャンセル[4]。A-classは3人での出演となった。
- この年はフェイスネットワーク[5]所属者がA-classメンバーに選ばれなかったが、榎並沙知[6]が「4☆TUNE」のメンバーとして出演したほか、前年のA-classメンバーだった三苫千景[7]がavexのキャンペーンガールとして、高橋麻美がRAYBRIGのイメージガールとして登場した。
- レイザーラモンが28日に出演。HGとRGが過激な笑いをステージ上で繰り広げた。
- これまで連続出場を続けたDIGICCOが出演した最後の年でもある[8]。

第8回（2007年5月26日・27日）
- この年から『A-class』が増員し、8人編成となる。
- 2004年のA-classメンバーだった丹野友美が3年ぶりに出演。また、志摩夕里加が『A-class』と「Shiny」の2ユニットで同時出演を果たした。
- この年はお笑いライブも行われ、ブラックマヨネーズ、出雲阿国、若井おさむ、タイブレイク、SF革命の計5組が出演した。
- この年のA-classメンバーだった冨永亜矢乃はこの直後に当時所属していたワンエイトプロモーションを退所[9]。また外咲来未は同年末に体調不良により芸能界を引退している。